# Березове (яйце Фаберже)
Імператорське великоднє «Березове» яйце — ювелірний виріб фірми Карла Фаберже, як вважається, виготовлений на замовлення російського імператора Миколи II у 1917 році. Призначалося для подарунку на Великдень Марії Федорівні, але не було подароване.
Вважалося загубленим до 2001 року, коли росіянин Олександр Іванов придбав його для Російського національного музею (незважаючи на назву, це — приватна колекція).

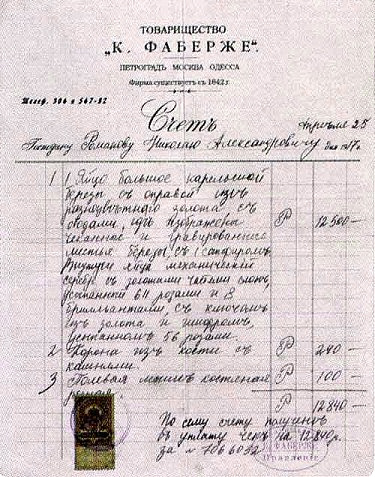
Рахунок фірми Фаберже з описом Березового яйця від 25 квітня 1917 року